# Charia Hebdo

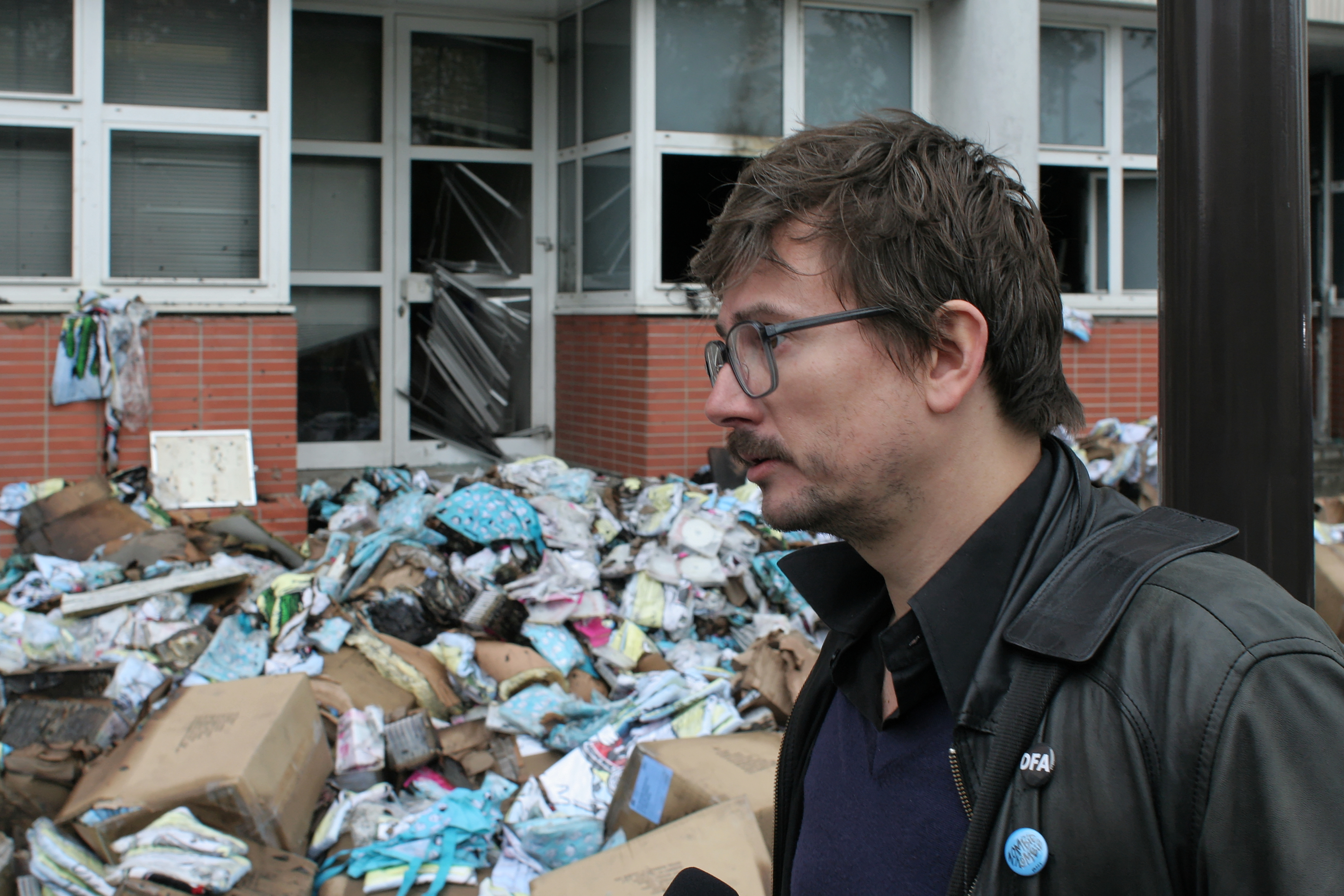
Le dessinateur Luz devant les locaux incendiés du journal.

Charia Hebdo est le nom donné au no 1011 de l'hebdomadaire Charlie Hebdo.
Sa parution, le 2 novembre 2011, est marquée par plusieurs attaques à l'égard du journal, dont l'incendie criminel de ses locaux.

## Contexte
Pour un article plus général, voir Printemps arabe.
L'année 2011 a vu un ensemble de manifestations populaires d'importance inégale qui se produisent dans de nombreux pays du monde arabe. Ce mouvement appelé le « Printemps arabe », a conduit la chute de plusieurs régimes dans des états comme l'Égypte, la Tunisie ou la Libye.
En octobre 2011 et à la suite de la révolution tunisienne de 2010-2011, les électeurs tunisiens ont voté pour l'assemblée constituante, qui a vu le parti islamiste Ennahdha, remporter les élections en obtenant 41,5 % des sièges,. Hamadi Jebali, le no 2 du parti, se dit favorable à la charia mais ne compte pas l'appliquer en Tunisie.
Le 23 octobre 2011, trois jours après la mort de Mouammar Kadhafi, le président du Conseil national de transition de la Libye (CNT), Moustafa Abdel Jalil, annonce « l'adoption de la charia comme loi essentielle ». Le lendemain, il précise ses propos en disant « nous sommes des musulmans modérés » mais ajoute « la charia, à l'appui d'un verset du Coran, autorise la polygamie ».

## Charia Hebdo
Le 31 octobre 2011, deux jours avant sa parution, la une du no 1011 de Charlie Hebdo sort dans la presse. Le journal, rebaptisé Charia Hebdo pour « fêter » la victoire du parti islamiste Ennahdha en Tunisie, suscite des réactions mitigées notamment sur les réseaux sociaux. Mahomet, le fondateur de l'islam, y est caricaturé par le dessinateur Luz, en train de dire « 100 coups de fouet, si vous n'êtes pas morts de rire ! ». L'hebdomadaire satirique annonce que le prophète est aussi le « rédacteur en chef exceptionnel de [ce] numéro » et qu'il « ne s'est pas fait prier pour accepter et nous l'en remercions ». Le journal annonce également différentes chroniques comme l'édito de Mahomet qui est rebaptisé l'apéro Halal, une double page de dessins intitulée La charia molle ou encore un supplément Charia Madame.
Le jour de sa parution, les 110 000 exemplaires de Charia Hebdo sont vendus, la direction du journal annonce une réimpression et un réapprovisionnement des points de vente.

## Attaques à l'égard du journal

### Incendie de ses locaux

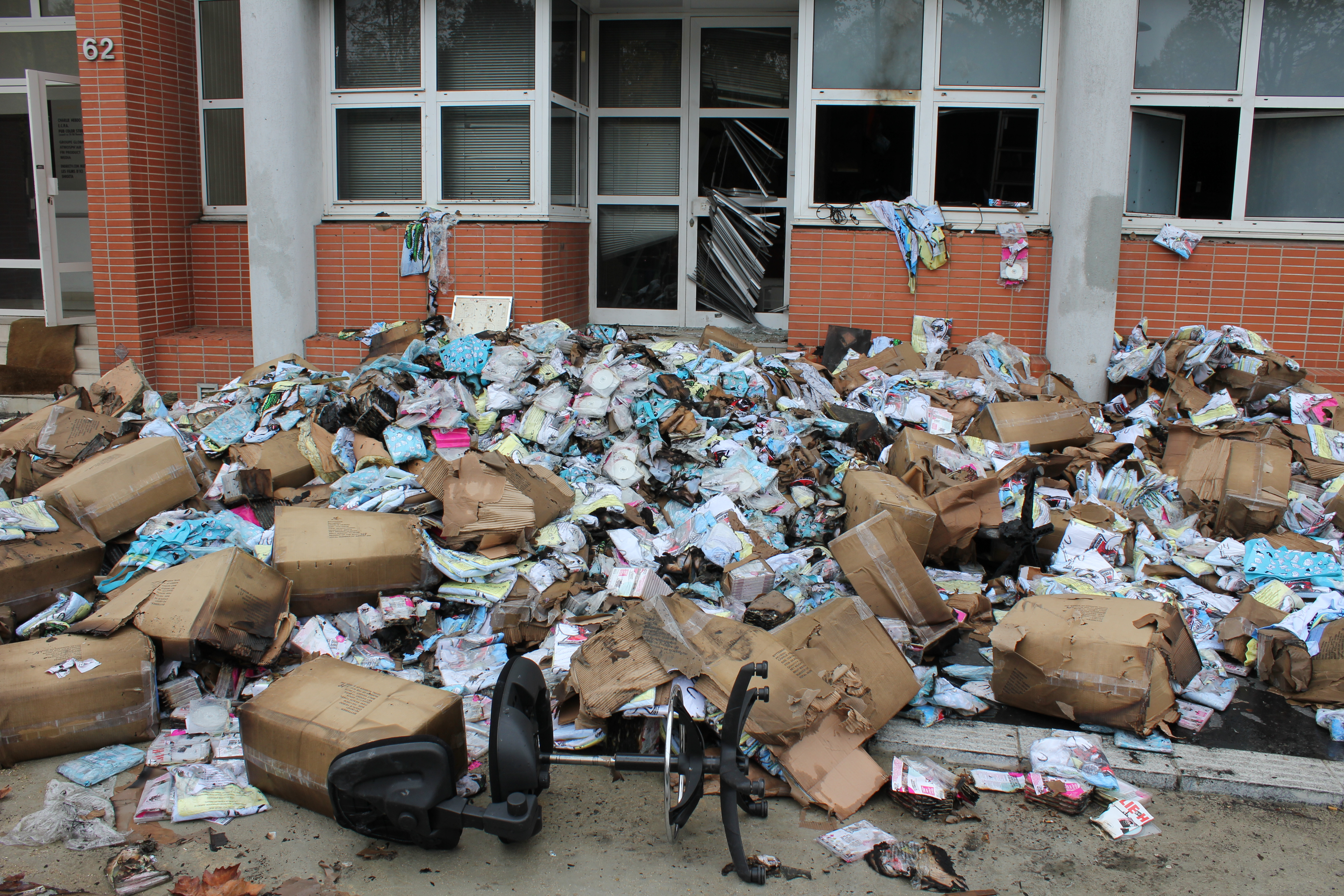
Le siège du journal Charlie Hebdo après l’incendie criminel du 2 novembre 2011

Dans la nuit du 1er au 2 novembre 2011, les locaux du journal, situés au 62, boulevard Davout dans le 20e arrondissement de Paris, sont incendiés par un jet de cocktail Molotov. Patrick Pelloux, qui tient une chronique dans l'hebdomadaire satirique, annonce que « tout est détruit ».
La direction du journal précise que l'incendie serait lié à la publication de Charia Hebdo, en ajoutant « sur Twitter, sur Facebook, on a reçu pas mal de lettres de protestation, de menaces, d'insultes ».
Nicolas Demorand, le directeur de la rédaction du journal Libération, a invité les journalistes de Charlie Hebdo à s'installer dans ses locaux. Dès le lendemain, un supplément de quatre pages, consacré aux dessins de Charlie Hebdo, est vendu dans Libé.
Le 3 novembre 2011, Charb, le directeur de la publication, Riss, le directeur de la rédaction et le dessinateur Luz, sont placés sous protection policière.

### Piratage de son site internet
Le site internet du journal satirique est également piraté à deux reprises le jour de la parution de Charia Hebdo. Sa page d'accueil est remplacée par un message en anglais et en turc disant : « Des dessins dégoûtants et honteux en prétextant la liberté d'expression » avant de conclure « Soyez maudits par Dieu ! Nous serons votre malédiction sur le cyberespace ! ». Le lendemain, cette attaque est revendiquée par un groupe de hackers turcs nommé Akıncılar, qui lutte « contre les publications qui attaquent nos croyances et nos valeurs morales et qui proposent des contenus pornographiques et satanistes ». Le groupe ajoute n'avoir « rien à voir avec l'agression au cocktail Molotov des locaux de Charlie Hebdo » et qu'il ne soutient « pas du tout ce type d'attaque perpétrée avec violence »,.
Le 3 novembre 2011, la société Bluevision, chargée de l'hébergement du site, refuse de le remettre en ligne à la suite de menaces de mort qu'elle a reçues.
Le lendemain, pour pallier l'absence de son site sur la toile, la direction du journal décide d'ouvrir un blog sous le nom « charliehebdo.wordpress.com ».

### Menaces sur la page Facebook
De nombreuses « menaces islamistes » sont ajoutées par des utilisateurs sur la page officielle de Charlie Hebdo sur le réseau social Facebook. Elle est par la suite brièvement bloquée par le site Facebook au motif que Charlie Hebdo ne constitue pas une « vraie » personne et qu'il contrevient aux règles d'utilisation du site qui interdisent « les publications avec des contenus graphiques, sexuellement explicites ou avec des corps trop dénudés ».

### Réactions
- Riss, directeur de la rédaction de Charlie Hebdo depuis mai 2009, déclare « à titre personnel, je n'ai pas été choqué mais surpris et nous voulons savoir qui a fait ça. Cela peut être l'extrême droite, des fanatiques... »[20] ;

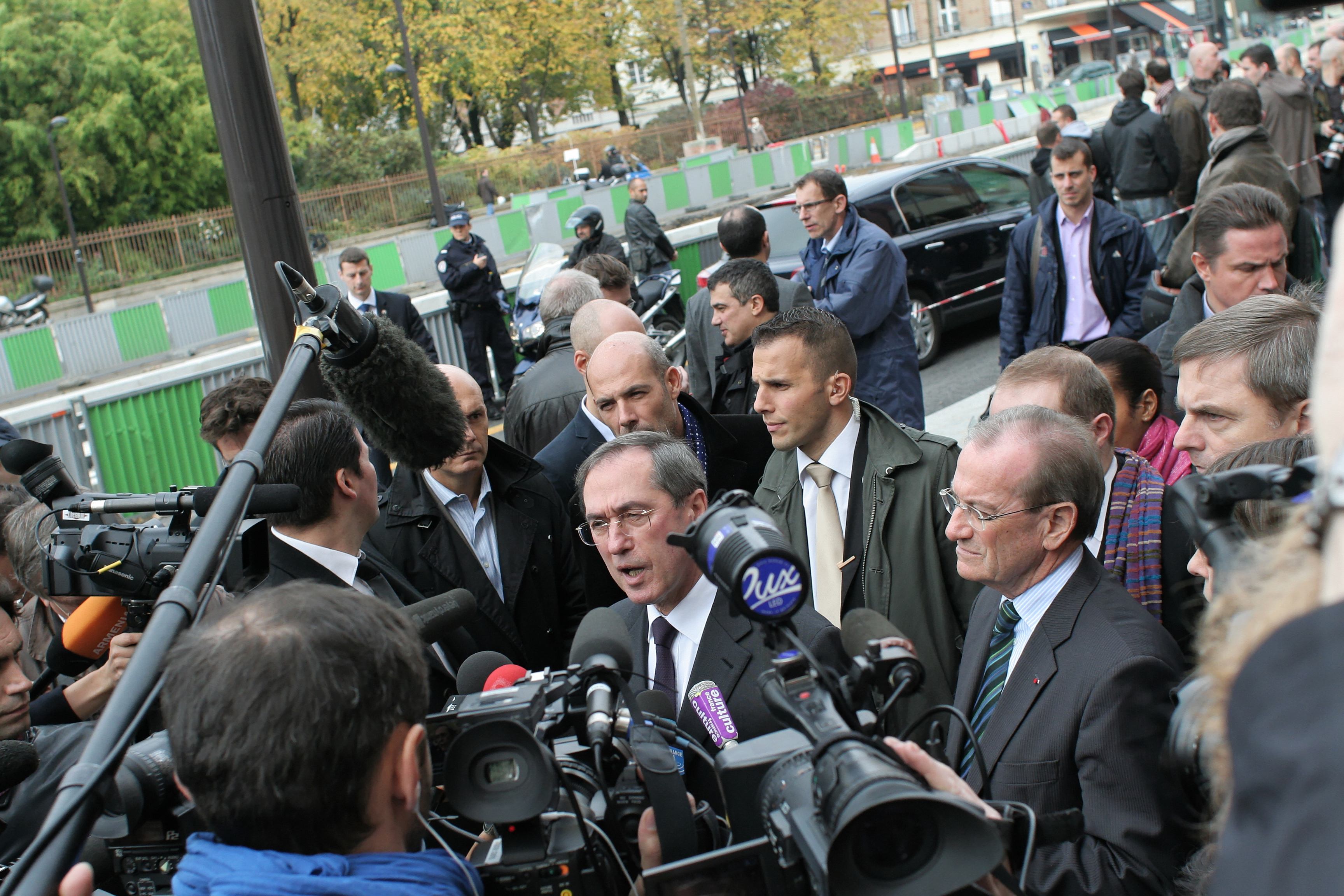
Claude Guéant, le ministre de l'Intérieur, faisant une déclaration aux médias sur place après l'incendie.

- François Fillon, le premier ministre, fait part « de son indignation » et précise avoir demandé que « toute la lumière soit faite pour que les auteurs soient poursuivis ». Il déclare également « la liberté d’expression est une valeur inaliénable de notre démocratie et toute atteinte à la liberté de la presse doit être condamnée avec la plus grande fermeté. Aucune cause ne saurait justifier une action violente »[21] ;
- Claude Guéant, le ministre de l'Intérieur, appelle « tous les Français à se sentir solidaires » de Charlie Hebdo en dénonçant « un attentat »[22],[23] ;
- Frédéric Mitterrand, le ministre de la Culture et de la Communication, déclare « les intimidations dont a fait l'objet Charlie Hebdo ces derniers jours et l'attaque de sa rédaction dont le journal a été victime cette nuit sont intolérables »[24] ;
- Jean-François Copé, le secrétaire général de l'UMP, parle également d'un « attentat contre un journal » en dénonçant les « amalgames entre religion et politique » qui sont « les pires qui soient »[25] ;
- Martine Aubry, première secrétaire du Parti socialiste, condamne « cet acte criminel avec la plus grande fermeté, et souhaite que la lumière soit rapidement faite sur son origine et ses responsables » avant de conclure « la liberté de la presse s'exerce aussi à travers la dérision et l'humour. Tout coup porté à cette liberté est un coup porté à la démocratie »[26] ;
- François Hollande, candidat PS à l'élection présidentielle de 2012, a exprimé son « indignation » en ajoutant « aucune atteinte à la liberté de la presse ne peut être acceptée. Encore moins quand elle prend des formes violentes et destructrices »[27] ;
- Cécile Duflot, secrétaire nationale d'Europe Écologie Les Verts, se prononce « contre la connerie fanatique qui opprime »[28] ;
- Jean-Luc Mélenchon, candidat du Front de gauche à la présidentielle, déclare « si c'est un incendie volontaire, c'est tout à fait répugnant, je veux dire ma sympathie mon affection à l'équipe de Charlie Hebdo, je suis sûr que le journal va trouver la force en lui de rebondir »[29] ;
- Christine Boutin, candidate du Parti chrétien-démocrate à la présidentielle, dénonce un acte qui « manifeste un symptôme de violence »[28] ;
- L'équipe de campagne de Marine Le Pen, candidate FN à l'élection présidentielle de 2012, annonce qu'il est « temps que les pouvoirs publics réagissent fermement » à cette nouvelle forme de « terrorisme »[30] ;
- Mohammed Moussaoui, le président du Conseil français du culte musulman (CFCM), déclare « s'il s'agit d'un incendie criminel, nous condamnons fermement » tout en rappelant que « le fait même de caricaturer le prophète est considéré comme une offense pour les musulmans »[31] ;
- Hassen Chalghoumi, l'imam de la mosquée de Drancy, condamne l'incendie en ajoutant « je ne trouve aucun justificatif à un acte criminel qui est contre les principes de la République et tous les principes de l'islam » avant de conclure « si ces gens là sont des musulmans, j'aimerais dire que ce sont des pratiques qui ne défendent en aucun cas l'image de l'islam ni l'image du prophète de l'islam »[32].
- Le 6 novembre 2011, un collectif d'une vingtaine de personnes[n 1] signe une tribune intitulée Pour la défense de la liberté d'expression, contre le soutien à Charlie Hebdo[33], qui dénonçant une « instrumentalisation bouffonne et intéressée », déclare qu'il n'y a « pas lieu de s’apitoyer sur les journalistes de Charlie Hebdo, que les dégâts matériels seront pris en charge par leur assurance » et affirme que la liberté d'expression est menacée plutôt par la loi d'un "État national-laïque" contre le port du voile intégral.

## Attentat terroriste de 2015
Le 7 janvier 2015, le journal est la cible d'un attentat terroriste perpétré par Al-Qaïda dans la péninsule arabique dans lequel les dessinateurs Cabu, Charb, Honoré, Tignous, Wolinski et l'économiste Bernard Maris ont trouvé la mort.
Aucun lien n'a cependant été établi avec le ou les auteurs de l'incendie.